# Большунов, Александр Александрович
Алекса́ндр Алекса́ндрович Большуно́в (род. 31 декабря 1996, Подывотье, Севский район, Брянская область, Россия) — российский лыжник, трехкратный олимпийский чемпион (2022), чемпион мира в скиатлоне (2021), двукратный обладатель Кубка мира (2019/20, 2020/21), двукратный победитель лыжной многодневной гонки Тур де Ски (2019/2020 и 2021). Двукратный победитель и серебряный призёр чемпионатов мира по бегу на роликовых лыжах. Заслуженный мастер спорта России (2018). Универсал, успешно выступающий как в спринтерских, так и в дистанционных гонках.
Первый и единственный среди мужчин-лыжников, завоевавший олимпийские медали во всех шести олимпийских дисциплинах, а также наибольшее их число на одной зимней Олимпиаде — 5. Рекордсмен среди всех мужчин в истории советского и российского спорта по общему количеству медалей зимних Олимпийских игр — 9. Завоёвывал медали во всех олимпийских гонках, в которых принимал участие, без исключения.
Александр Большунов является первым и единственным российским лыжником, который стал победителем общего зачёта Кубка мира (последний раз советские спортсмены выигрывали этот престижный трофей в 1991 году, когда победу одержал Владимир Смирнов). Кроме того, Большунов — рекордсмен сборной России по числу личных побед (28) и призовых мест (59) на этапах Кубка мира по лыжным гонкам.
Александр Большунов являлся военнослужащим Войск национальной гвардии Российской Федерации, занимал должность инструктора по спорту высшей квалификации спортивной команды при управлении Уральского округа войск национальной гвардии до 2022 года, имеет воинское звание «капитан».

## Биография

### Юниорские годы (2013—2017): двукратный чемпион мира среди молодёжи
Александр начал свою спортивную карьеру на малой родине в Подывотье, Севского района Брянской области и тренировался под руководством своего отца Александра Ивановича Большунова. У Александра есть также старшая сестра Анастасия, которую тоже ставили на лыжи, но она выбрала другой путь. А вот Александру лыжи пришлись по душе. Сначала он стал бегать на соревнованиях от школы, затем от района. В 2011 году Александр Иванович отправил сына на подготовку под руководством Заслуженного тренера России Н. И. Нехитрова в СШОР по лыжным гонкам города Брянска, но сам продолжил принимать участие в его подготовке. Первые успехи на всероссийских соревнованиях пришли уже через год: 6 февраля 2013 года Александр занял первое место на гонке 10 км классическим стилем в Тверской области и стал одним из претендентов на попадание в состав юниорской сборной России.
17 марта 2014 года на первенстве России Большунов выиграл скиатлон на 20 км, по результатам которого Александру присвоили звание мастера спорта России. После первенства страны он получил приглашение в юниорскую сборную. В следующем году Александр участвовал на юниорском чемпионате мира в Алма-Ате (Казахстан), но остался без медалей: в спринте россиянин упал и выбыл в полуфинале.
Через год Александр снова принял участие на чемпионате мира среди юниоров. На этот раз лучшим результатом российского лыжника стало второе место в эстафете.
В 2017 году он поехал в составе сборной на свой первый чемпионат мира среди молодёжи (первенство среди лыжников до 23 лет), который проводился в Солджер Холлоу (штат Юта, США), где состоялись Олимпийские игры 2002 года. 31 января 2017 года Александр стал серебряным призёром в спринте, а затем победил в гонке с раздельным стартом на 15 км свободным стилем. В последней гонке первенства российские лыжники Большунов, Алексей Червоткин и Денис Спицов запомнились своим поступком на финишной прямой: россияне финишировали одновременно, взявшись за руки. В этом случае организаторы решили наградить спортсменов по результатам фото-финиша. В итоге Большунов занял 1-е место, Червоткин — 2-е, и Спицов — 3-е. По итогам этого турнира Александру было присвоено звание мастера спорта России международного класса.

### 2017 год: чемпион России и претендент на попадание в национальную сборную
После юниорского первенства Большунову поступило предложение поехать на взрослый чемпионат мира в финском Лахти. На главном старте сезона Александр бежал две гонки — спринт свободным стилем и скиатлон 30 км. В соревнованиях спринтеров российский юниор был одним из лидеров квалификации, отобравшись с восьмым временем в финальный раунд. Но падение в четвертьфинале лишило шансов Большунова на борьбу за попадание в следующий раунд. В итоге Александр стал 26-м в своей дебютной гонке на международных соревнованиях взрослого уровня. В скиатлоне на протяжении первой (классической) части гонки Александр ехал в лидирующей группе, но после смены лыж Александр не смог навязать борьбу лучшим лыжникам мира и занял 15-е место, показав 3-й результат среди российских спортсменов.
Большунов в том же сезоне принял участие и на этапе Кубка мира в норвежском Драммене, но выбыл на стадии полуфиналов.
Закончил лыжный сезон Александр победой на чемпионате России в марафоне на 50 км классическим стилем, где обогнал лидеров сборной (Сергей Устюгов — лидер сборной — эту гонку пропустил). Александр большую часть дистанции шёл вторым, а лидером был Алексей Червоткин, который совершил тактическую ошибку, не поменяв лыжи на одном из пунктов смены инвентаря. Александр поступил иначе и в дальнейшем отыгрывал отставание, а когда догнал Алексея, то обошёл его за несколько метров до финиша.
Всю летнюю подготовку Александр провёл под руководством заслуженного тренера России Ю. В. Бородавко. В августе Большунов принял участие на чемпионате мира по лыжероллерам, где сначала занял 2-е место в «разделке», а затем выиграл золотую медаль в масс-старте.

### Сезон 2017/2018: первые победы и олимпийский рекорд
Начало первого полноценного сезона на взрослом уровне было положено на соревнованиях под эгидой FIS в Финляндии и Швеции. На этих стартах Александр выиграл две гонки, а также не раз попадал в призовую тройку и тем самым обеспечил себе поездку на первые этапы Кубка мира. Большунову сразу удалось зарекомендовать себя в качестве одного из лидеров сборной, став третьим в общем зачёте мини-тура Nordic Opening. На следующем этапе Кубка мира в норвежском Лиллехаммере Большунов завоевал бронзовую медаль в спринте классическим стилем, а через неделю в швейцарском Давосе россиянин стал третьим в спринте и в гонке с раздельным стартом на 15 км «коньком».
Следующим стартом для российского лыжника стала престижная многодневка Тур де Ски. В первой же гонке этого тура Александр стал 9-м в спринте. Затем Большунов остановился в шаге от медалей в индивидуальной гонке на 15 км классическим стилем, а через день поднялся на третью ступень пьедестала почёта в гонке преследования. По окончании первого этапа спортсмены переехали в немецкий Оберстдорф, который известен своей переменчивой погодой. Из-за погодных условий (ливня и сильного ветра) организаторы отменили спринт, а на следующий день провели масс-старт на 15 км свободным стилем. Плохое состояние трассы сильно повлияло на результаты гонки: Александр, как и многие другие участники, падал и попадал в массовые завалы. В итоге Большунову не удалось проявить себя в этой гонке, и он занял лишь сороковое место. Далее лыжники преодолели 15 км классикой с массового старта перед заключительным подъёмом в гору, и на этом старте Большунов занял 5-е место. В финальном забеге Александр стартовал 5-м, но молодому россиянину не хватило сил и опыта для попадания в призовую тройку генеральной классификации. В итоге Большунов занял шестое место, что стало лучшим результатом среди российских спортсменов. После Тур де Ски Александр собирался принять участие на молодёжном чемпионате мира, но заболел и не смог поехать.
Из-за болезни Большунов должен был приехать в Пхёнчхан (Южная Корея) для участия в Олимпийских играх 2018 года лишь 15 февраля, пропустив при этом 2 гонки. Но Александр принял решение, что он будет соревноваться в спринте.
13 февраля Большунов вышел на старт спринтерской гонки и квалифицировался в стадию четвертьфиналов с третьим результатом. Далее в первом раунде Александр выиграл с лучшим временем среди всех четвертьфинальных забегов. В полуфинале Большунов попал в забег, где участвовали два признанных лидера мирового спринта — победители спринтерского зачёта Кубка мира разных лет норвежец Йоханнес Клебо и итальянец Федерико Пеллегрино. Александр финишировал третьим и, так как забег оказался достаточно быстрым, прошёл в финал, отобравшись по времени. В финале россиянин с первых метров задал быстрый темп, чтобы избежать разборок на последних метрах дистанции. До последнего подъёма он шёл в группе лидеров, но в подъёме уступил первое место Клебо. На стадион норвежский лыжник вышел с большим отрывом от конкурентов, а за второе место была борьба между Большуновым и Пеллегрино. В итоге титулованный спортсмен из Италии выиграл по фото-финишу, а Александр завоевал свою первую бронзовую олимпийскую медаль. Позже он скажет в интервью, что вышел на этот старт просто «продышаться».
После успеха в спринте Александр внёс значительный вклад в завоевание серебряных медалей в командных дисциплинах: в эстафете Большунов выступал на втором этапе, где сумел создать 30-секундный задел для своих товарищей по команде. Однако этого преимущества не хватило для золотой медали: россияне стали серебряными призёрами. В следующей гонке Александр вместе с Денисом Спицовым принял участие в командном спринте. На этот раз Большунов был финишёром и отлично справился со своей задачей, придя к финишу вторым.
24 февраля 2018 года Александр завоевал серебряную медаль в гонке на 50 км классическим стилем. Эта гонка стала одним из самых драматичных событий лыжного олимпийского турнира. Олимпийский чемпион Ийво Нисканен и двукратный бронзовый призёр чемпионатов мира Алексей Полторанин к середине дистанции ушли в отрыв, который, как оказалось впоследствии, предопределил судьбу гонки. Через несколько километров финн вышел в единоличные лидеры, а казахстанский лыжник пытался не отставать от него. Группу преследователей возглавил Александр, который сначала опередил Полторанина, а затем за 14 км до финиша догнал Нисканена. Перед последним кругом финский лыжник решил сменить инвентарь, а Большунов допустил тактическую ошибку, проехав мимо пункта смены лыж. Финн за счёт лучшего скольжения догнал россиянина, а затем опередил его в борьбе за золотую медаль. Александр финишировал вторым и стал первым в истории страны лыжником, выигравшим четыре медали в рамках одних Олимпийских игр.
После Олимпиады российский лыжник закрепил свои позиции в мировой элите лыжных гонок. На этапе Кубка мира в Лахти в гонке с раздельного старта на 15 км классическим стилем Александр стал вторым, уступив в борьбе за первое место специалисту в «разделках» классикой Алексею Полторанину. На следующей неделе Большунов оказался на третьей ступеньке пьедестала почёта в спринте. А затем, в финале Кубка мира, Александр впервые в карьере выиграл гонку на взрослых соревнованиях самого высокого уровня: он одержал победу в масс-старте на 15 км классическим стилем. Через день Большунов снова стал первым, опередив всех соперников в гонке преследования, и победил в зачёте мини-тура. Эта победа позволила россиянину подняться на пятое место общего зачёта Кубка мира в первом полноценном для него сезоне.
По результатам 2018 года Александр Большунов был удостоен премии «Серебряная лань», присуждаемой Федерацией спортивных журналистов России лучшим спортсменам.

### Сезон 2018/19
Послеолимпийский сезон начал с победы в финской Руке как в спринте, так и в индивидуальной классической гонке на 15 км.
9 марта 2019 года Российский лыжник Александр Большунов стал победителем гонки на 50 км в рамках этапа Кубка мира в норвежском Осло. В борьбе за золотую награду Большунов опередил двух других россиян. На одну секунду от победителя отстал Максим Вылегжанин, на 1,6 секунды — Андрей Ларьков.

#### Чемпионат мира 2019: Четыре серебра

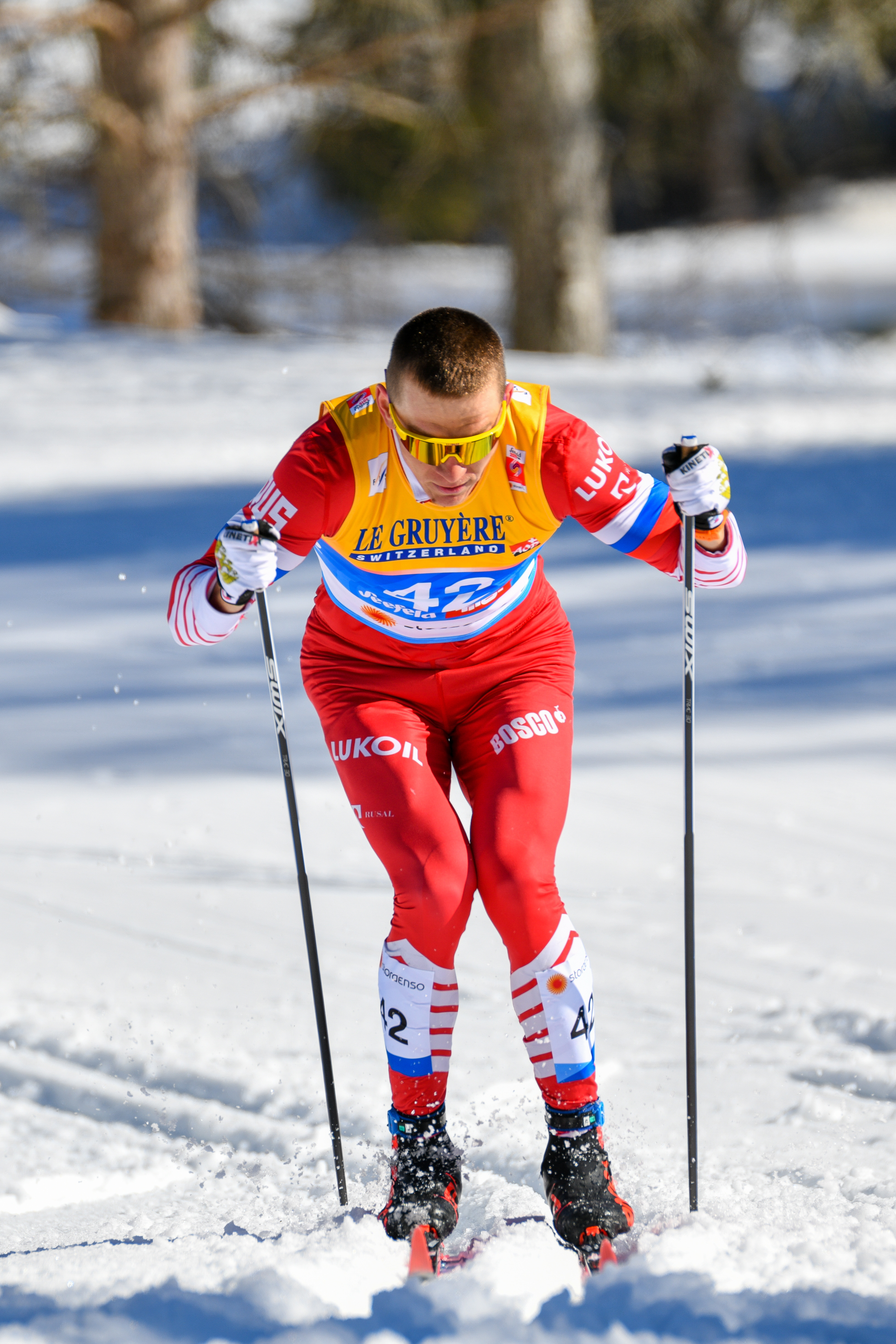
Большунов в гонке на 15 км на ЧМ 2019

На чемпионате мира 2019 года в австрийском Зефельде в личном спринте свободным стилем 21 февраля Большунов с трудом прошёл квалификацию, показав только 29-е время (в четвертьфиналы выходили 30 лучших). В своём четвертьфинале Александр занял лишь третье место (после Франческо Де Фабиани и Люка Шанава), но смог пройти в полуфинал по лучшему времени как lucky loser. Однако в полуфинале занял последнее, шестое место и не вышел в финал, заняв в итоге 11-е место.
Через два дня Большунов выступил в скиатлоне. Александр долгое время возглавлял гонку, соперники предпочитали следовать за россиянином. Незадолго до финиша в отрыв ушли Большунов и норвежцы Шур Рёте и Мартин Йонсруд Сундбю. На финишной прямой лидировали норвежцы, но Большунов сумел мощным рывком обойти Сундбю, однако Рёте был чуть быстрее, опередив Большунова на 0,1 сек.
24 февраля Большунов выступил в командном спринте классическим стилем вместе с Глебом Ретивых. Россияне заняли в финале второе место, уступив 1,88 сек норвежской паре Йоханнес Хёсфлот Клебо и Эмиль Иверсен.

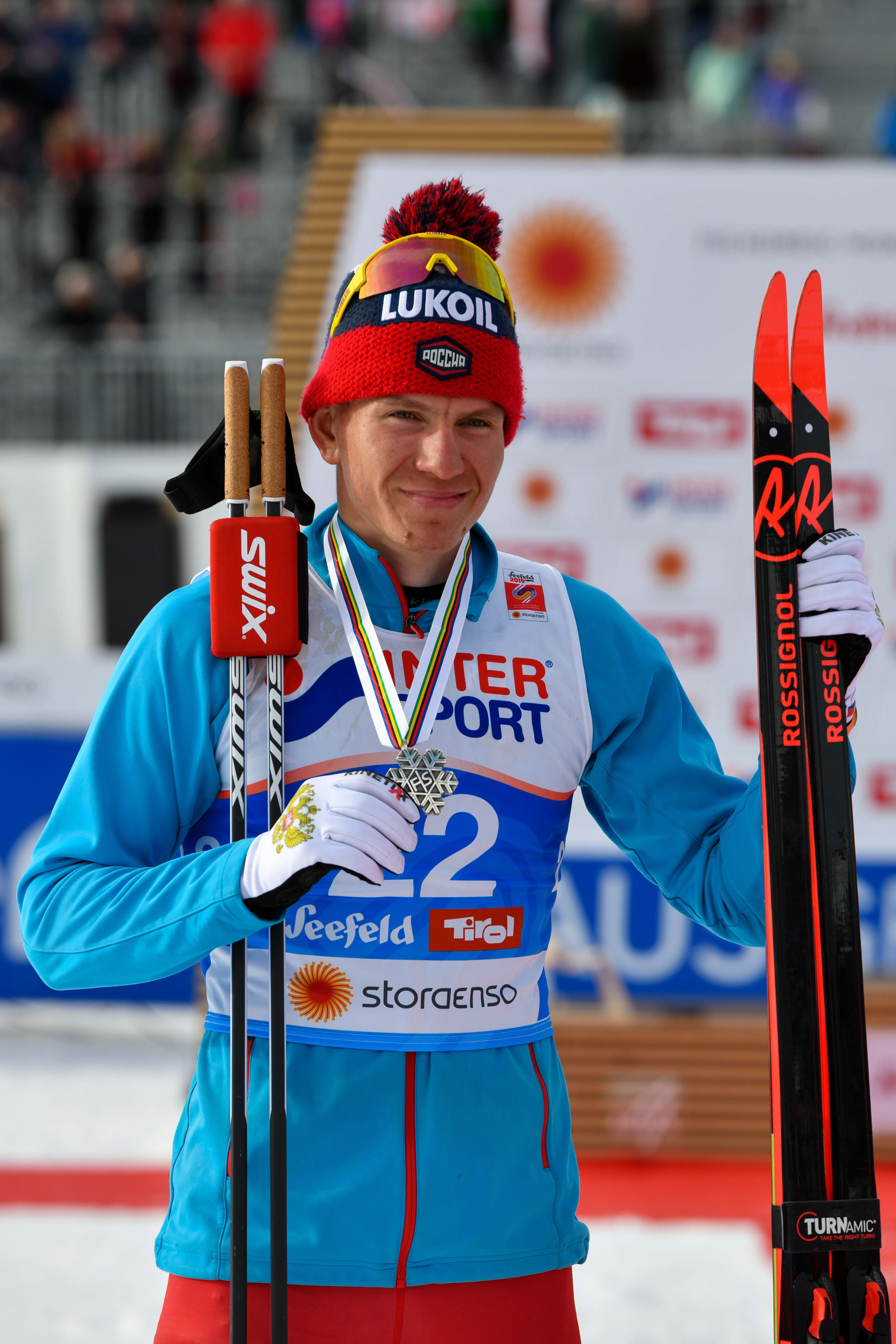
Большунов с серебряной медалью после гонки на 50 км на ЧМ 2019

Большунов рассматривался как один из основных фаворитов гонки на 15 км классическим стилем с раздельным стартом, прошедшей 27 февраля, однако в очень тёплую погоду (температура воздуха превышала +10°С) Большунов показал только 8-й результат, отстав от чемпиона Сундбю почти на минуту.
1 марта Большунов выступил в эстафете, где бежал свободным стилем на третьем этапе. Большунов пробежал свой этап в одно время с норвежцем Шуром Рёте и передал эстафету Сергею Устюгову в лидерах вместе с норвежцами. Однако Устюгов на последнем этапе не сумел навязать борьбу Клебо, в результате россияне заняли второе место.
Перед заключительной гонкой чемпионата, масс-стартом на 50 км свободным стилем, появилась информация, что Большунов не выступит на этой дистанции из-за накопившейся усталости и очень тёплой погоды, из-за которой таким мощным лыжникам, как Большунов, сложнее соревноваться с более лёгкими. Однако затем Большунов был заявлен в состав сборной России, причиной была названа болезнь Алексея Червоткина, который должен был бежать изначально. В гонке норвежец Ханс Кристер Холунн оторвался от общей группы уже на 22-м километре, временами его преимущество достигало почти 1,5 минут. За 10 км до финиша Большунов в одиночку попытался догнать норвежца и сумел значительно сократить отставание, но в итоге всё же уступил 27 секунд. Бронзовый призёр Рёте проиграл Большунову 30 секунд. Таким образом, Большунов завоевал свою 4-ю серебряную медаль на чемпионате мира, выступив во всех шести дисциплинах.
9 марта 2019 года Большунов досрочно выиграл «Малый хрустальный глобус», победив в дистанционном зачёте. Россиянин опередил норвежца Шура Рёте.
15 мая 2019 года подписал соглашение с генеральным директором Группы компаний УЛК Владимиром Буториным о том, что с 1 июня 2019 года на всероссийских соревнованиях будет представлять Архангельскую область.

### Сезон 2019/20: первый в истории России обладатель Кубка мира, победитель Тур де Ски
Сезон 2019/20 стал триумфальным для россиянина. Несмотря на его тяжёлое начало (на стартовом мини-туре Nordic Opening Александр выступал с травмой спины и не смог в полной мере проявить себя, заняв пятое место по итогам многодневки), Большунов добился ряда достижений, ставших рекордными для сборной России. Как и год назад, 23-летний уроженец Подывотья выиграл Малый хрустальный глобус в дистанционном зачёте, одержав при этом восемь побед и выиграв четыре из пяти стартов на дистанции 30 км и более. Большунов стал четвёртым лыжником в истории, выигравшим более двух раз дистанционный зачёт Кубка мира (ранее это удавалось Дарио Колонье, Мартину Йонсруду Сундбю и Тобиасу Ангереру).
Особым достижением Александра в сезоне 2019/2020 является победа на Тур де Ски, которая стала первым крупнейшим трофеем в его коллекции. В упорной борьбе он обошёл двух победителей гонки прошлых лет — соотечественника Сергея Устюгова (2016/17) и норвежца Йоханнеса Хёсфлота Клебо (2018/19) — и стал третьим победителем многодневной гонки из России. На протяжении тура Большунов показал очень высокую стабильность, попав на подиум в шести гонках из семи проводившихся (на счету Александра одна победа (в гонке преследования на 15 км в Тоблахе) и пять третьих мест). Кроме того, россиянин сильно прибавил в навыке горовосхождения, поднявшись на Альпе де Чермис с третьим временем, что во многом и предрешило исход борьбы за победу в генеральной классификации. По итогам многодневки Большунов отобрал жёлтую майку лидера Кубка мира у Клебо и сохранил её до окончания сезона.
По завершении Тур де Ски Александр продолжил серию успешных выступлений, одержав четыре победы подряд в дистанционных гонках: в Нове-Место Большунов победил в «разделке» свободным стилем и классической гонке преследования; в Оберстдорфе одержал вторую подряд победу в скиатлоне (в первый раз россиянин первенствовал в Лиллехаммере); а на одной из любимых трасс, в Фалуне, не оставил шансов соперникам в «коньковом» масс-старте. Секретом успеха Большунова стала не только отличная физическая готовность, но и тактическая грамотность, в которой, по мнению экспертов, россиянин прибавил в межсезонье.
Следующим важным стартом стала многодневная гонка нового формата Ski Tour, прошедшая в Швеции и Норвегии. Александр, несмотря на череду неудач (два падения в спринте, сломанная палка в гонке на 34 км), продолжал подтверждать свой высочайший уровень и после четвёртого этапа — масс-старта на 34 свободным стилем, на котором Большунов одержал убедительную победу — уверенно захватил лидерство. Однако победе Александра в туре помешала неудачная подготовка инвентаря, из-за которой Большунов, опережавший своего ближайшего преследователя норвежца Пола Голберга на 35 секунд, в решающей гонке преследования на 30 км классическим стилем пришёл к финишу только седьмым.
После тура в Скандинавии Большунов продолжил успешно выступать на оставшихся этапах Кубка мира и 8 марта одержал вторую победу на престижнейшем марафоне в Хольменколлене и стал первым за 39 лет лыжником не из Норвегии, выигравшим гонку два раза подряд (ранее это достижение принадлежало восточногерманскому лыжнику Герхарду Гриммеру).
Сезон Кубка мира был досрочно завершён из-за пандемии коронавируса, однако отмена соревнований не сыграла большой роли в борьбе за главный трофей года. Большунов опередил своего ближайшего преследователя Йоханнеса Клебо на 495 очков и стал первым обладателем Большого хрустального глобуса из России.
Таким образом, Большунов установил несколько рекордов среди российских лыжников:
- самое большое число набранных очков за сезон — 2221 (второе место в истории Кубка мира);
- наибольшее количество побед за сезон — 9 (пятое место в истории);
- наибольшее количество призовых мест за сезон — 17 (третье место в истории)

### Сезон 2020/21
В январе одержал вторую подряд победу в генеральной классификации Тур де Ски, имея рекордное преимущество над занявшим 2-е место Морисом Манифика. Уже 5 февраля 2021 года досрочно стал победителем общего зачёта Кубка мира 2020/21.
На Чемпионате мира 27 февраля в скиатлоне на дистанции 30 км Большунов одержал волевую победу в борьбе с пятью норвежцами и стал впервые чемпионом мира.

### Олимпиада 2022
6 февраля в Национальном лыжном центре в Чжанцзякоу в скиатлоне (15 км классикой и 15 км вольным стилем) Большунов выиграл свою первую золотую медаль Олимпиады.
11 февраля на дистанции 15 км классикой Большунов завоевал серебряную медаль, уступив финну Ийво Нисканену.
13 февраля в Национальном лыжном центре мужской эстафете, вместе с Алексеем Червоткиным, Денисом Спицовым и Сергеем Устюговым завоевали золотую олимпийскую медаль. Эта медаль стала седьмой для Большунова на Олимпийских играх, ранее рекордсменом по количеству медалей среди мужчин, выступавших за СССР и Россию на зимних Играх, был биатлонист Сергей Чепиков (6).
19 февраля последняя мужская гонка у лыжников на Олимпиаде завершилась победой Александра Большунова, он взял третье для себя золото Пекина.

## Общественная деятельность
18 марта 2022 года выступил в «Лужниках» на митинге-концерте в честь годовщины Возвращения Крыма Россией под названием «Za мир без нацизма! Zа Россию! Zа Президентa», при этом, стал единственным из олимпийцев без буквы «Z» на груди. Ради участия в митинге пропустил гонку на турнире «Олимпийцы России» в Кирово-Чепецке.
За участие в акции немецкий бренд перчаток KinetiXx расторг спонсорский контракт с Большуновым.

## Образование
C 2017 по 2021 гг. — студент Института физической культуры и спорта Пензенского государственного университета по направлению «физическая культура». В 2021 году поступил в магистратуру ПГУ.

## Личная жизнь
23 апреля 2021 года женился на российской лыжнице Анне Жеребятьевой. 27 августа 2022 года родилась дочь Ева.

## Награды и звания
- Орден Александра Невского (25 февраля 2022 года) — за высокие спортивные достижения, волю к победе, стойкость и целеустремлённость, проявленные на XXIV Олимпийских зимних играх 2022 года в городе Пекине (Китайская Народная Республика)[71];
- Орден Дружбы (27 февраля 2018 года) — за высокие спортивные достижения на XXIII Олимпийских зимних играх 2018 года в городе Пхенчхане, проявленные волю к победе, стойкость и целеустремленность[72];
- Медаль «За проявленную доблесть» I степени (2018 год, Росгвардия)[73];
- Заслуженный мастер спорта России (15 февраля 2018 года)[74].
- Спортсмен года 2024 «Премия РБ», (4 апреля 2024 года)[75].

## Результаты на крупнейших соревнованиях

### Олимпийские игры
9 медалей (3 золотых, 4 серебряные, 2 бронзовые)
| Олимпийские игры | Спринт | Командный спринт | 15 км | Скиатлон 15+15 км | Масс-старт 50 км | Эстафета |
| ---------------- | ------ | ---------------- | ----- | ----------------- | ---------------- | -------- |
| 2018 Пхёнчхан    | 3      | 2                | —     | —                 | 2                | 2        |
| 2022 Пекин       | —      | 3                | 2     | 1                 | 1                | 1        |

### Чемпионаты мира по лыжным видам спорта
8 медалей (1 золотая, 6 серебряных, 1 бронзовая)
| Чемпионат мира  | Спринт | Командный спринт | 15 км | Скиатлон 15+15 км | Масс-старт 50 км | Эстафета |
| --------------- | ------ | ---------------- | ----- | ----------------- | ---------------- | -------- |
| 2017 Лахти      | 26     | —                | —     | 15                | —                | —        |
| 2019 Зефельд    | 11     | 2                | 8     | 2                 | 2                | 2        |
| 2021 Оберстдорф | 4      | 3                | 4     | 1                 | 2                | 2        |

### Результаты Кубка мира
| Сезон   | Возраст | Общий зачёт | Спринт | Дистанция | Очки в общем зачёте |
| ------- | ------- | ----------- | ------ | --------- | ------------------- |
| 2016/17 | 20      | 100         | 49     | —         | 29                  |
| 2017/18 | 21      | 5           | 6      | 9         | 1152                |
| 2018/19 | 22      | 2           | 5      | 1         | 1617                |
| 2019/20 | 23      | 1           | 6      | 1         | 2221                |
| 2020/21 | 24      | 1           | 3      | 1         | 1765                |
| 2021/22 | 25      | 2           | 12     | 2         | 815                 |

### Результаты Кубка России
| Сезон   | Возраст | Общий зачёт | Спринт | Дистанция | Очки в общем зачёте |
| ------- | ------- | ----------- | ------ | --------- | ------------------- |
| 2022/23 | 26      | 1           | 1      | 1         | 808                 |
| 2023/24 | 27      | 1           | 1      | 1         | 1021                |

### Победы в гонках Кубка мира
На счету Александра 28 побед в личных гонках и одна в командной:
| #  | Сезон   | Дата            | Место          | Гонка                                         |
| -- | ------- | --------------- | -------------- | --------------------------------------------- |
| 1  | 2017/18 | 4 марта 2018    | Лахти          | 15 км Интервальный старт, классический стиль  |
| 2  | 2017/18 | 17 марта 2018   | Фалун          | 15 км Масс-старт, классический стиль          |
| 3  | 2017/18 | 18 марта 2018   | Фалун          | Финал Кубка мира, общий зачёт                 |
| 4  | 2018/19 | 24 ноября 2018  | Рука           | 1,4 км Спринт, классический стиль             |
| 5  | 2018/19 | 25 ноября 2018  | Рука           | 15 км Интервальный старт, классический стиль  |
| 6  | 2018/19 | 17 февраля 2019 | Конь           | 15 км Интервальный старт, классический стиль  |
| 7  | 2018/19 | 9 марта 2019    | Хольменколлен  | 50 км Масс-старт, классический стиль          |
| 8  | 2018/19 | 17 марта 2019   | Фалун          | 15 км Интервальный старт, свободный стиль     |
| 9  | 2019/20 | 7 декабря 2019  | Лиллехаммер    | Скиатлон 15+15 км                             |
| 10 | 2019/20 | 1 января 2020   | Тоблах         | 15 км Гонка преследования, классический стиль |
| 11 | 2019/20 | 5 января 2020   | Тур де Ски     | Тур де Ски, общий зачёт                       |
| 12 | 2019/20 | 18 января 2020  | Нове-Место     | 15 км Интервальный старт, свободный стиль     |
| 13 | 2019/20 | 19 января 2020  | Нове-Место     | 15 км Гонка преследования, классический стиль |
| 14 | 2019/20 | 25 января 2020  | Оберстдорф     | Скиатлон 15+15 км                             |
| 15 | 2019/20 | 9 февраля 2020  | Фалун          | 15 км Масс-старт, свободный стиль             |
| 16 | 2019/20 | 20 февраля 2020 | Мерокер        | 34 км Масс-старт, свободный стиль             |
| 17 | 2019/20 | 8 марта 2020    | Хольменколлен  | 50 км Масс-старт, классический стиль          |
| 18 | 2020/21 | 13 декабря 2020 | Давос          | 15 км Интервальный старт, свободный стиль     |
| 19 | 2020/21 | 2 января 2021   | Валь-Мюстаир   | 15 км Масс-старт, классический стиль          |
| 20 | 2020/21 | 3 января 2021   | Валь-Мюстаир   | 15 км Гонка преследования, свободный стиль    |
| 21 | 2020/21 | 5 января 2021   | Тоблах         | 15 км Интервальный старт, свободный стиль     |
| 22 | 2020/21 | 6 января 2021   | Тоблах         | 15 км Гонка преследования, классический стиль |
| 23 | 2020/21 | 8 января 2021   | Валь-ди-Фьемме | 15 км Масс-старт, классический стиль          |
| 24 | 2020/21 | 10 января 2021  | Тур де Ски     | Тур де Ски, общий зачёт                       |
| 25 | 2020/21 | 29 января 2021  | Фалун          | 15 км Интервальный старт, свободный стиль     |
| 26 | 2020/21 | 30 января 2021  | Фалун          | 15 км Масс-старт, классический стиль          |
| 27 | 2020/21 | 13 марта 2021   | Энгадин        | 15 км Масс-старт, классический стиль          |
| 28 | 2021/22 | 28 ноября 2021  | Рука           | 15 км Гонка преследования, свободный стиль    |

| # | Дата            | Место   | Сезон   | Тип                               |
| - | --------------- | ------- | ------- | --------------------------------- |
| 1 | 20 декабря 2020 | Дрезден | 2020/21 | Командный спринт, свободный стиль |

### Результаты выступлений в Кубке мира
| 2020/2021 Итоги | 2020/2021 Итоги | Рука   | Рука         | Рука        | Тур  | Лиллехаммер | Лиллехаммер | Лиллехаммер | Давос  | Давос        | Дрезден | Дрезден | Валь-Мюстаир | Валь-Мюстаир | Валь-Мюстаир | Тоблах       | Тоблах      | Валь-ди-Фьемме | Валь-ди-Фьемме | Валь-ди-Фьемме | Тур де Ски | Лахти    | Лахти | Фалун        | Фалун       | Фалун  | Ульрисехамн | Ульрисехамн | Нове-Место | Нове-Место   | Энгадин     | Энгадин     | Пекин  | Пекин    | Пекин       | Финал Кубка мира |
| Очков           | Место           | Спр КС | 15 км Инд КС | 15 км Пр СС | Итог | Спр КС      | 30 км Ск    | Эст         | Спр СС | 15 км Инд СС | Спр СС  | КСпр СС | Спр СС       | 15 км МС СС  | 15 км Пр КС  | 15 км Инд СС | 15 км Пр КС | 15 км МС КС    | Спр КС         | 10 км МС СС    | Итог       | 30 км Ск | Эст   | 15 км Инд СС | 15 км МС КС | Спр КС | Спр СС      | КСпр СС     | Спр КС     | 15 км Инд СС | 15 км МС КС | 50 км Пр СС | Спр СС | 15 км Ск | 15 км Пр КС | Итог             |
| 1765            | 1               | 4      | 3            | 17          | 2    | отмена      | отмена      | отмена      | 2      | 1            | 4       | 1       | 2            | 1            | 1            | 1            | 1           | 1              | 3              | 2              | 1          | 5        | DSQ   | 1            | 1           | 46     | —           | —           | отмена     | отмена       | 1           | 6           | отмена | отмена   | отмена      | отмена           |

| 2019/2020 Итоги | 2019/2020 Итоги | Рука   | Рука         | Рука        | Тур  | Лил      | Лил | Давос  | Давос        | Планица | Планица | Лен         | Лен    | Тоблах       | Тоблах      | Валь-ди-Фьемме | Валь-ди-Фьемме | Валь-ди-Фьемме | Тур де Ски | Дрезден | Дрезден | Нове-Место   | Нове-Место  | Обер     | Обер   | Фалун  | Фалун       | Эстерсунд    | Эстерсунд   | Оре    | Мерокер     | Тронхейм | Тронхейм    | Ski Tour | Лахти        | Лахти | Драм   | Осло        | Квебек | Квебек  | Мин    | Sprint Tour | Канмор      | Канмор      | Канмор |
| Очков           | Место           | Спр КС | 15 км Инд КС | 15 км Пр СС | Итог | 30 км Ск | Эст | Спр СС | 15 км Инд СС | Спр СС  | КСпр СС | 15 км МС СС | Спр СС | 15 км Инд СС | 15 км Пр КС | 15 км МС КС    | Спр КС         | 10 км МС СС    | Итог       | Спр СС  | КСпр СС | 15 км Инд СС | 15 км Пр КС | 30 км Ск | Спр КС | Спр КС | 15 км МС СС | 15 км Инд СС | 15 км Пр КС | Спр СС | 34 км МС СС | Спр КС   | 30 км Пр КС | Итог     | 15 км Инд КС | Эст   | Спр СС | 50 км МС КС | Спр КС | КСпр СС | Спр СС | Итог        | 15 км МС СС | 15 км Пр КС | СмЭст  |
| 2221            | 1               | 4      | 5            | 11          | 5    | 1        | —   | 18     | 7            | 20      | —       | 3           | 8      | 3            | 1           | 3              | 3              | 3              | 1          | —       | —       | 1            | 1           | 1        | 7      | 3      | 1           | 5            | 2           | 8      | 1           | 12       | 23          | 7        | 2            | —     | 5      | 1           | отмена | отмена  | отмена | отмена      | отмена      | отмена      | отмена |

| 2018/2019 Итоги | 2018/2019 Итоги | Рука   | Рука         | Лил    | Лил          | Лил         | Тур  | Бейтостолен  | Бейтостолен | Давос  | Давос        | Тоблах | Тоблах       | Валь-Мюстаир | Обер        | Обер        | Валь-ди-Фьемме | Валь-ди-Фьемме | Тур де Ски | Дрезден | Дрезден | Отепя  | Отепя        | Ульрисехамн  | Ульрисехамн | Лахти  | Лахти   | Конь   | Конь         | Осло        | Драммен | Фалун  | Фалун        | Квебек | Квебек      | Квебек      | Финал Кубка мира |
| Очков           | Место           | Спр КС | 15 км Инд КС | Спр CС | 15 км Инд СС | 10 км Пр КС | Итог | 30 км Инд СС | Эст         | Спр СС | 15 км Инд СС | Спр СС | 15 км Инд СС | Спр СС       | 15 км МС КС | 15 км Пр СС | 15 км МС КС    | 9 км Пр СС     | Итог       | Спр СС  | КСпр СС | Спр КС | 15 км Инд КС | 15 км Инд СС | Эст         | Спр СС | КСпр КС | Спр СС | 15 км Инд КС | 50 км МС КС | Спр КС  | Спр СС | 15 км Инд СС | Спр СС | 15 км МС КС | 15 км Пр СС | Итог             |
| 1617            | 2               | 1      | 1            | 21     | 19           | 22          | 5    | 6            | 2           | 25     | —            | 6      | 3            | 7            | 32          | 3           | 3              | 23             | 5          | —       | —       | 2      | 2            | 7            | 2           | —      | —       | 19     | 1            | 1           | 13      | 9      | 1            | 4      | 7           | 2           | 3                |

| 2017/2018 Итоги | 2017/2018 Итоги | Рука   | Рука         | Рука        | Тур  | Лиллехаммер | Лиллехаммер | Давос  | Давос        | Тоблах       | Тоблах      | Ленцерхайде | Ленцерхайде  | Ленцерхайде | Оберстдорф  | Валь-ди-Фьемме | Валь-ди-Фьемме | Тур де Ски | Дрезден | Дрезден | Планица | Планица      | Зефельд | Зефельд     | Лахти  | Лахти        | Драммен | Осло        | Фалун  | Фалун       | Фалун       | Финал Кубка мира |
| Очков           | Место           | Спр КС | 15 км Инд КС | 15 км Пр СС | Итог | Спр КС      | 30 км Ск    | Спр СС | 15 км Инд СС | 15 км Инд СС | 15 км Пр КС | Спр СС      | 15 км Инд КС | 15 км Пр СС | 15 км МС СС | 15 км МС КС    | 9 км Пр СС     | Итог       | Спр СС  | КСпр СС | Спр КС  | 15 км Инд КС | Спр СС  | 15 км МС КС | Спр СС | 15 км Инд КС | Спр КС  | 50 км МС СС | Спр СС | 15 км МС КС | 15 км Пр СС | Итог             |
| 1152            | 5               | 8      | 4            | 29          | 3    | 3           | 10          | 3      | 3            | —            | —           | 9           | 4            | 3           | 40          | 5              | 31             | 6          | —       | —       | —       | —            | —       | —           | 21     | 1            | 3       | —           | 9      | 1           | 17          | 1                |

| 2016/2017 Итоги | 2016/2017 Итоги | Рука   | Рука         | Лиллехаммер | Лиллехаммер  | Лиллехаммер | Тур  | Давос        | Давос  | Ла-Клюза    | Ла-Клюза | Валь-Мюстаир | Валь-Мюстаир | Оберстдорф | Оберстдорф  | Тоблах       | Валь-ди-Фьемме | Валь-ди-Фьемме | Тур де Ски | Тоблах | Тоблах  | Ульрисехамн  | Ульрисехамн | Фалун  | Фалун       | Пхёнчхан | Пхёнчхан | Пхёнчхан | Отепя  | Отепя        | Драммен | Осло        | Финал Кубка мира | Финал Кубка мира | Финал Кубка мира | Финал Кубка мира |
| Очков           | Место           | Спр КС | 15 км Инд КС | Спр КС      | 10 км Инд СС | 15 км Пр КС | Итог | 30 км Инд СС | Спр СС | 15 км МС СС | Эст      | Спр СС       | 10 км МС КС  | 20 км Ск   | 15 км Пр СС | 10 км Инд СС | 15 км МС КС    | 9 км Пр СС     | Итог       | Спр СС | КСпр СС | 15 км Инд СС | Эст         | Спр СС | 30 км МС КС | Спр КС   | 30 Ск    | КСпр СС  | Спр СС | 15 км Инд КС | Спр КС  | 50 км МС КС | 5 км Инд СС      | 15 км МС КС      | 15 км Пр СС      | Итог             |
| 29              | 100             | —      | —            | —           | —            | —           | —    | —            | —      | —           | —        | —            | —            | —          | —           | —            | —              | —              | —          | —      | —       | —            | —           | —      | —           | —        | —        | —        | —      | —            | 9       | —           | —                | —                | —                | —                |

### Чемпионаты России
28 медалей (21 золотых, 2 серебряные, 5 бронзовых)
| Чемпионат России    | Спринт | Командный спринт | 15 км | Скиатлон 15+15 км | Масс-старт 50 км | Масс-старт 70 км | Эстафета |
| ------------------- | ------ | ---------------- | ----- | ----------------- | ---------------- | ---------------- | -------- |
| 2015 Малиновка      | 40     | 14               | 34    | —                 | 28               | —                | 12       |
| 2016 Тюмень         | 14     | 20               | 31    | —                 | —                | —                | 11       |
| 2017 Ханты-Мансийск | DSQ    | 3                | 18    | 3                 | 1                | —                | 2        |
| 2018 Сыктывкар      | DSQ    | 1                | 1     | —                 | —                | —                | 1        |
| 2019 Малиновка      | —      | 1                | —     | —                 | —                | —                | —        |
| 2021 Тюмень         | 1      | 1                | —     | 1                 | —                | —                | 1        |
| 2022 Сыктывкар      | 2      | 1                | 1     | 1                 | 1                | 1                | 3        |
| 2023 Тюмень         | 3      | 1                | 1     | 1                 | 3                |                  |          |
| 2024 Малиновка      | 1      | 1                | —     | 1                 | —                | —                | 1        |